# Dancilla
Dancilla ist ein kostenloses Wikiprojekt, das sich mit Volkstanz und Volksmusik beschäftigt.

## Geschichte
Dancilla ist seit 2005 aktiv und ging von Mario Herger als Zusammenschluss von den ausschließlich für Österreich konzipierten Foren Volkstanz.at und Stammtischmusik.at an den Start. Seit 2008 ist es in der heutigen Art aktiv. Der Haupt-Administrator ist seit 2009 Franz Fuchs, seit 2013 liegt Dancilla auf dem Server von Franz Fuchs, seit 1. März 2019 ist er alleiniger Eigentümer.
Derzeit gibt es neben dem allgemeinen Wiki und dem ziemlich überholten, aber immer noch vorhandenen Vorläufer Volkstanz.at vor allem folgende nach 2000 bestandenen Seiten:
- Dancilla selbst, hier werden Volkstanzbeschreibungen, sowie Informationen über Quellen, Personen und ähnliches gesammelt.
- Stammtischmusik.at: Rundtanzmelodien, Zwiefache und anderes.
- Volksmusik.cc (Volksmusik handgemacht): Volkstanzmelodien, Volkslieder und anderes.
- Volksmusikschule.at (Online-Volksmusikschule): Online-Musikantenschulung für alle Volksmusikinstrumente, wie Bass, Begleitinstrumente, Okarina und vor allem Steirische Harmonika.

## Inhalt
Der größere Teil besteht aus etlichen tausend Volkstanzbeschreibungen sowie Kindertänzen, jeweils mit Melodien in Noten und Griffschrift für Steirische Harmonika, Videos, ausführlichen Quellenangaben und dergleichen.
Man findet aber über Dancilla zusätzlich vieles andere, etwa Angaben zum Tanzen lernen, Hilfen für den Tanzleiter, Hilfen für Musikanten, viele Volksmusik-Noten für Rundtänze, eine ziemlich umfangreiche Zwiefachen-Sammlung, eine ziemlich ausführliche Online-Musikantenschulung mit einer großen Abteilung für den Spieler der Steirischen Harmonika, für Okarina mit Begleitung gesetzte Noten, aber auch hunderte Lieder und Hinweise zum Singen und Jodeln sowie zur Liedbegleitung, Biographien von Volkstanz-Personen, Urheberrecht und noch einiges anderes.
Dancilla ist in mehreren Sprachen angelegt, überwiegend aber in deutscher Sprache.

## Verbreitung
Personen, vor allem aus Deutschland und Österreich, aber auch aus mehreren Kontinenten, arbeiten am weiteren Aufbau Dancillas mit. Angemeldeten Autoren ist es möglich, eigene Artikel zu erstellen bzw. zu verbessern sowie Bilder, Videos und Audiodateien einzubinden.
Abgerufen werden die einzelnen Seiten aus der ganzen Welt. Bis Juli 2024 haben über 58 Millionen User Dancilla aufgerufen und durchschnittlich je sechs Seiten angesehen. Im Juli 2024 waren es durchschnittlich 34.675 User täglich.